# Jin Jing
Dans ce nom, le nom de famille, Jin, précède le nom personnel.
Jin Jing (chinois : 金晶 ; en romanisation wu : Cin cin avec IPA: tɕin-tɕin), née à Hefei en 1981, est une escrimeuse en fauteuil roulant chinoise.
Jin fut amputée d'une partie de la jambe droite en 1989, en raison d'une tumeur maligne. Elle devint membre de l'équipe d'escrime en fauteuil roulant de Shanghai en 2001, puis de l'équipe nationale chinoise en 2006.

## Carrière
Jin remporta deux médailles (une d'argent et une de bronze) aux Jeux d'Extrême-Orient et du Pacifique Sud (pour athlètes handicapés), à Pusan, en 2002. Elle remporta également une médaille de bronze aux Jeux internationaux pour athlètes en chaise roulante, qui se tinrent à Christchurch en 2003.

## Événements liés au relais de la flamme olympique en 2008

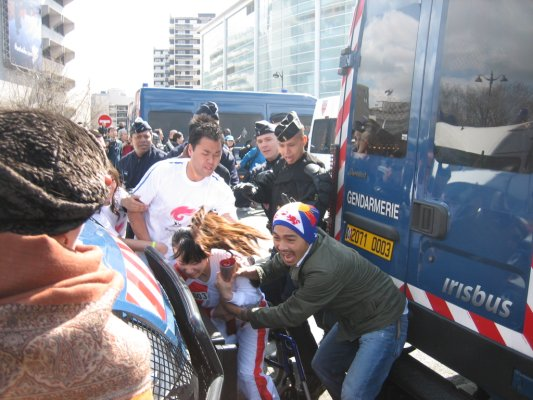
Manifestant tibétain essayant d'arracher la flamme des mains de la paralympique Jin Jing.

### Les incidents parisiens
Le 7 avril 2008, Jin Jing était la troisième personne à porter la torche olympique durant le relais de Paris. Selon ABC News, « des manifestants dénonçant l'action de la Chine au Tibet se sont jetés sur Jin. La plupart ont été repoussés par la police, mais au moins un d'entre eux a atteint le fauteuil roulant de Jin et a essayé de lui arracher la torche ».
Le président du Comité international olympique, Jacques Rogge, a commenté ainsi l'incident : « Ce qui m'a le plus choqué c'est que quelqu'un a essayé de voler la torche à une athlète en fauteuil roulant, une athlète handicapée qui était incapable de défendre la torche. Ceci est inacceptable ».

### La réaction des médias chinois
À la suite de l'incident, Jin fut acclamée dans les médias chinois. Ces derniers lui consacrèrent plusieurs articles, louant son courage face à son agresseur tibétain,,.
Le comité chinois d'organisation du relais de la torche consacra aussi de nombreux articles à la jeune femme, la qualifiant d'« héroïne » et d'« ange ».
Les médias chinois déclarèrent que Jin avait « protégé la torche contre les séparatistes » tibétains, qu’elle était entrée, ce faisant, « dans le cœur de millions de Chinois », et qu’elle avait été accueillie « en héroïne » lors de son retour en Chine,,.
Pour le journal China Daily, contrôlé par l'État, Jin est une « héroïne nationale », désormais « connue et aimée par plus d’un milliard de personnes ».
Aux yeux des internautes chinois, affirme la Télévision centrale de Chine (CCTV), Jin est devenue « l’ange souriant en fauteuil roulant ».
Xinhua, l'agence de presse du gouvernement chinois, interroge ses lecteurs : « Attaquer une femme handicapée, est-ce un “droit de l’Homme” ? », tandis que Jin est sollicitée en Chine pour des interviews et des apparitions dans des émissions télévisées.

### La réaction des médias occidentaux
Dès le 11 avril, la presse française rapporte que les médias chinois « encensent [Jin] depuis une semaine », qu'elle « est désormais connue de tous les Chinois », et qu'elle est devenue « une héroïne et un symbole de patriotisme dans son pays ».
Selon le journal britannique The Guardian, elle est devenue une « célébrité nationale » et de nombreux Chinois ont fait d'elle « l’incarnation d’une indignation nationaliste à l’encontre des critiques occidentales ».

### Jin Jing invitée à l'Elysée
Le 21 avril, dans un contexte de manifestations anti-françaises en Chine, le président français Nicolas Sarkozy écrit une lettre à Jin, pour lui « dire toute [son] émotion pour la façon dont [elle a] été bousculée » à Paris, et louer son « courage remarquable ». Sarkozy propose à Jin de revenir en France comme son « invitée personnelle, et celle du peuple de France ». La lettre et l'invitation lui sont remises en personne par le président du Sénat, Christian Poncelet,,,,.
Xinhua a rapporté que Jin était « très heureuse d'être invitée en France par le Président Sarkozy » et « qu'elle espérait contribuer à l'amélioration des relations sino-françaises ». Néanmoins, Jin a aussi dit sa déception que Sarkozy ait « exprimé son regret, sa stupeur et sa condamnation, mais n'ait présenté aucune excuse ».

### Analyses médiatiques
Différentes analyses ont été faites sur la montée en popularité de Jin Jing.
Pour le journal canadien The Globe and Mail, Jin est devenue l'« icône » rêvée pour la propagande étatique chinoise, « l’image de tout ce que les Chinois souhaitent croire au sujet de l’innocence de leur pays, ainsi que de la traîtrise et la lâcheté de l’Occident ».
De son côté, le magazine français Marianne s'interroge : où étaient les gardiens chinois de la flamme au moment où Jin portait la torche ? Pour Marianne, Jin a été instrumentalisée par les médias chinois en « médaille d’or de la guerre des images ». « Les images de Jin Jing tenant la torche contre son cœur avec son beau visage aux yeux fermés passent en boucle sur les chaînes de la CCTV et enflamment l’Internet chinois. » Elle devient une « légende » pour « des centaines de millions de téléspectateurs et d’internautes chinois ».
Le journal français Le Figaro propose une analyse de « l'ampleur qu'à atteint le culte de Jin Jing » : « [L]es médias martèlent l'histoire de cette jeune fille devenue, l'espace d'un incident à Paris, le parangon de la fierté chinoise face à l'hostilité occidentale. L'action de la presse a porté ses fruits, et “l'ange en fauteuil roulant” connaît en Chine et dans les communautés chinoises du monde entier un engouement sans précédent. »

### Jin Jing s'oppose au boycott de produits français
Au même moment, alors que des nationalistes chinois réagissent vivement à l'agression subie par Jin et appellent au boycott contre Carrefour, Jin s'oppose à ces appels, faisant remarquer que la plupart des employés de Carrefour en Chine sont des Chinois. Soutenant « l’amitié du peuple chinois pour les Français », elle souhaite aux athlètes français de remporter de nombreux succès aux Jeux de Beijing, et ajoute : « Nous les Chinois, nous accueillerons certainement les gens et les athlètes français en Chine, avec un comportement tolérant, amical et passionné ».
Sur Internet, selon un correspondant du journal français Le Monde, des nationalistes chinois la qualifient désormais de « traîtresse » et ont publié de nombreuses « insultes très haineuses » à son encontre sur des forums de discussion chinois,. Un article du journal allemand Süddeutsche Zeitung est consacré à ce revirement, et titre : « Hier encore héroïne nationale, aujourd’hui déjà traîtresse ».

### Les jeux paralympiques de l'été 2008
Le 6 mai 2008, Jin Jing est nommée ambassadrice du groupe d'acclamation des Jeux Paralympiques de Pékin. Le 6 septembre, elle a l'honneur de faire entrer la torche paralympique dans le stade olympique de Pékin lors de la cérémonie d'ouverture des Jeux paralympiques,,. À cette occasion, elle fait de nouveau « la Une de la presse chinoise », selon l'AFP.
Le 18 septembre 2008, elle est reçue à Paris par le président de la République française Nicolas Sarkozy en même temps que tous les athlètes français ayant participé aux Jeux paralympiques de Pékin.